# NGC 6730
NGC 6730 est une galaxie elliptique située dans la constellation du Paon. Sa vitesse par rapport au fond diffus cosmologique est de 4 274 ± 21 km/s, ce qui correspond à une distance de Hubble de 63,0 ± 4,4 Mpc (∼205 millions d'al). NGC 6730 a été découverte par l'astronome britannique John Herschel en 1835.
L'étoile de magnitude 6,8 au nord-est de cette galaxie est SAO 254465.
À ce jour, une mesure non basée sur le décalage vers le rouge (redshift) donne une distance d'environ 47,000 Mpc (∼153 millions d'al). Cette valeur est à l'extérieur des valeurs de la distance de Hubble. Notons que c'est avec la valeur moyenne des mesures indépendantes, lorsqu'elles existent, que la base de données NASA/IPAC calcule le diamètre d'une galaxie et qu'en conséquence le diamètre de NGC 6730 pourrait être d'environ 57,6 kpc (∼188 000 al) si on utilisait la distance de Hubble pour le calculer.